# Krisztián Wittmann
Krisztián Wittmann, né le 22 mai 1985 à Székesfehérvár, est un joueur de basket-ball international hongrois.

## Biographie
Avec l'Équipe de Hongrie, il participe à l'EuroBasket 2017.